# Marthe de Florian
Pour les articles homonymes, voir Florian.
Marthe de Florian, née Héloïse Mathilde Beaugiron à Paris 18e le 9 septembre 1864 et morte à Trouville-sur-Mer le 29 août 1939, est une comédienne et demi-mondaine française de la Belle Époque.
Elle est connue pour ses amours avec Georges Clemenceau (avant qu'il ne devienne président du Conseil), Pierre Waldeck-Rousseau, Paul Deschanel, Gaston Doumergue et l'artiste peintre italien Giovanni Boldini. Son histoire a été redécouverte en 2010, avec son appartement parisien du 2, square La Bruyère, resté fermé pendant des décennies.

## Biographie

### Jeunesse et famille
Marthe de Florian est née dans le 18e arrondissement de Paris, fille aînée de Jean Beaugiron (1837-1875) et d'Henriette Éloïse Bara (1844-1891), couple marié en 1864. Elle a deux frères, Jules Louis Beaugiron (1866-1866) et Jules Beaugiron (1870-1871) et une sœur, Henriette Joséphine Beaugiron (née en 1868).
Le 12 octobre 1882, elle donne naissance à Henri Beaugiron (1882-1883), de père inconnu. L'enfant est né au 69, rue Condorcet à Paris et meurt à trois mois.
Le 7 avril 1884, Marthe de Florian donne naissance à un second fils appelé aussi Henri Beaugiron (1884-1966), né au 100, rue Saint-Lazare à Paris. Son père est probablement Auguste Albert Gaston Florian Mollard, qui aurait donné à Marthe son nom de scène « de Florian ».

### Parcours
Marthe de Florian rivalise avec Émilienne d'Alençon parmi les beautés de son temps.
Elle meurt en 1939 à Trouville.

## L'appartement
Le dernier appartement de Marthe de Florian est situé 2, square La Bruyère à Paris, près de l'église de la Sainte-Trinité. Son fils, Henri Beaugiron, écrivain et témoin du décès de sa mère, vivait dans cet appartement.
La petite-fille de Marthe de Florian, Solange Beaugiron (1919-2010), fille d'Henri, aurait hérité de l'appartement qu'elle aurait quitté pour le sud de la France sous l'Occupation. Elle est morte en 2010 et l'appartement est devenu célèbre pour avoir été fermé pendant 69 ans.

## Le portrait
Parmi les objets de l'appartement se trouvait un portrait de l'actrice dans une robe en mousseline rose, peint par Giovanni Boldini. Ce tableau, ni répertorié ni exposé, date des années 1900-1910. Il a été vendu aux enchères par l'étude Choppin de Janvry et associés à Paris, à l'hôtel Drouot, le 28 septembre 2010 pour 1,8 million €.